# Prêmios recebidos pelo Paraíso do Tuiuti
A lista de prêmios recebidos pelo Paraíso do Tuiuti reúne as premiações extraoficiais e as condecorações recebidas pelo Grêmio Recreativo Escola de Samba Paraíso do Tuiuti. A agremiação foi fundada em 5 de abril de 1952 por Augusto Pirulito, Joaquim, Araquem, Armando, Murilo Aragão, Zeba, Orlando, José Orelhinha, Alcides Fornalha, Pedro Feneno, Duca, Zequinha, Álvaro, Conceição e Felícia. Teve origem no Morro do Tuiuti, situado no bairro de São Cristóvão. 
O Tuiuti é vencedor de diversas premiações, como Estandarte de Ouro (O Globo), considerado o "óscar do carnaval carioca"; Tamborim de Ouro (O Dia); Troféu Tupi (Super Rádio Tupi); S@mba-Net; Estrela do Carnaval; Prêmio SRzd; entre outras. 

## Estandarte de Ouro
O Estandarte de Ouro é o mais antigo e importante prêmio extraoficial do carnaval do Rio de Janeiro, sendo conhecido como "Óscar do samba" ou "Óscar do carnaval", numa referência ao Óscar. Sua primeira edição foi realizada em 1972. É organizado e oferecido pelos jornais O Globo e Extra. Contempla a primeira e a segunda divisão do carnaval. Os vencedores são escolhidos por um júri formado por jornalistas, repórteres e colunistas do Jornal O Globo, da Rede Globo e da Rádio Globo; além de artistas ligados à música e às artes.

### Prêmios por categoria
| Categoria                  | Total | Ano        |
| -------------------------- | ----- | ---------- |
| Samba-enredo (Especial)    | 1     | 2023       |
| Enredo                     | 1     | 2019       |
| Bateria                    | 1     | 2023       |
| Intérprete                 | 1     | 2023       |
| Comissão de Frente         | 2     | 2018, 2023 |
| Ala                        | 1     | 2019       |
| Revelação                  | 1     | 2001       |
| Inovação                   | 1     | 2025       |
| Destaque do Público        | 1     | 2018       |
| Total até 2025: 10 prêmios |       |            |

### Relação completa
| Ano  | Categoria premiada                                       | C  | Referência   |
| ---- | -------------------------------------------------------- | -- | ------------ |
| 2001 | Revelação (Cristiane Caldas - primeira porta-bandeira)   | 1  | [ 5 ] [ 6 ]  |
| 2018 | Comissão de frente                                       | 2  | [ 7 ] [ 8 ]  |
| 2018 | Destaque do público (Comissão de Frente)                 | 3  | [ 7 ] [ 8 ]  |
| 2019 | Enredo ("O Salvador da Pátria")                          | 4  | [ 9 ] [ 10 ] |
| 2019 | Ala ("O Bode Picando a Mula do Sertão")                  | 5  | [ 9 ] [ 10 ] |
| 2023 | Samba-enredo ("Mogangueiro da Cara Preta")               | 6  | [ 11 ]       |
| 2023 | Bateria                                                  | 7  | [ 11 ]       |
| 2023 | Intérprete (Wander Pires)                                | 8  | [ 11 ]       |
| 2023 | Comissão de frente                                       | 9  | [ 11 ]       |
| 2025 | Inovação (pelo ineditismo do enredo sobre a causa trans) | 10 | [ 12 ]       |

## Estrela do Carnaval
Estrela do Carnaval é uma premiação organizada e concedida pelo site Carnavalesco à primeira e segunda divisões do carnaval carioca. Sua primeira edição foi realizada em 2008. Até 2011 foi realizada em parceria com o site SRZD. Os premiados são escolhidos por jornalistas, comentaristas, radialistas e fotógrafos que fazem a cobertura dos desfiles das escolas de samba.
| Ano  | Categoria premiada                                                    | C  | Referência |
| ---- | --------------------------------------------------------------------- | -- | ---------- |
| 2015 | Comissão de frente                                                    | 1  | [ 14 ]     |
| 2015 | Conjunto de alegorias e fantasias                                     | 2  | [ 14 ]     |
| 2016 | Desfile do ano                                                        | 3  | [ 15 ]     |
| 2016 | Bateria                                                               | 4  | [ 15 ]     |
| 2016 | Mestre-sala e porta-bandeira (Vinícius Pessanha e Jackeline Pessanha) | 5  | [ 15 ]     |
| 2018 | Samba-enredo ("Meu Deus! Meu Deus! Está Extinta a Escravidão?")       | 6  | [ 16 ]     |
| 2018 | Enredo ("Meu Deus! Meu Deus! Está Extinta a Escravidão?")             | 7  | [ 16 ]     |
| 2018 | Comissão de frente                                                    | 8  | [ 16 ]     |
| 2018 | Carnavalesco (Jack Vasconcelos)                                       | 9  | [ 16 ]     |
| 2018 | Revelação (Celsinho Moddy e Grazzi Brasil)                            | 10 | [ 16 ]     |
| 2022 | Bateria                                                               | 11 | [ 17 ]     |
| 2023 | Ala de passistas                                                      | 12 | [ 18 ]     |
| 2025 | Enredo ("Quem Tem Medo de Xica Manicongo?")                           | 13 | [ 19 ]     |

## Fala Galera Carna Insta
Fala Galera Carna Insta é um prêmio concedido desde 2022 pelo site carnainsta junto com o canal Fala Galera às escolas de samba da primeira e da segunda divisão do carnaval carioca.
| Ano  | Categoria premiada | C | Referência |
| ---- | ------------------ | - | ---------- |
| 2022 | Comunidade         | 1 | [ 20 ]     |
| 2023 | Bateria            | 2 | [ 21 ]     |

## Feras da Sapucaí
Feras da Sapucaí é um prêmio concedido desde 2022 pela revista Feras do Carnaval às escolas de samba da primeira e da segunda divisão do carnaval carioca.
| Ano  | Categoria premiada | C | Referência |
| ---- | ------------------ | - | ---------- |
| 2023 | Ala de passistas   | 1 | [ 22 ]     |

## Gato de Prata
Troféu Gato de Prata é um prêmio idealizado e concedido pelo cantor, compositor e jornalista Tico do Gato à primeira e segunda divisões do carnaval carioca. Sua primeira edição foi realizada em 2010. A escolha dos contemplados é feita por jornalistas, comentaristas, radialistas e fotógrafos que fazem a cobertura dos desfiles das escolas de samba.
| Ano  | Categoria premiada                                        | C | Referência |
| ---- | --------------------------------------------------------- | - | ---------- |
| 2015 | Comissão de frente                                        | 1 | [ 24 ]     |
| 2016 | Ala de passistas                                          | 2 | [ 25 ]     |
| 2018 | Comissão de frente                                        | 3 | [ 26 ]     |
| 2018 | Melhor comunicação com o público (Samba-enredo da escola) | 4 | [ 26 ]     |

## Machine - Bastidores do Carnaval Carioca
O Prêmio Machine - Bastidores do Carnaval Carioca é uma premiação idealizada por Cátia Calixto, com coordenação de Denise Pinto Pereira e Elizabeth Rodrigues, concedida aos profissionais técnicos que atuam no Sambódromo da Marquês de Sapucaí. O prêmio foi criado em homenagem à José Carlos Farias Caetano ("Machine"), conhecido como Síndico da Passarela. Sua primeira edição foi realizada em 2016. A escolha dos contemplados é feita pelos coordenadores do prêmio e pelo júri técnico formado por personalidades ligadas ao samba e ao carnaval.
| Ano  | Categoria premiada | Referência |
| ---- | ------------------ | ---------- |
| 2016 | Ala de passistas   | [ 28 ]     |

## Melhores do Carnaval
Melhores do Carnaval é um prêmio virtual concedido às escolas de samba da primeira divisão do carnaval carioca.
| Ano  | Categoria premiada                          | C | Referência |
| ---- | ------------------------------------------- | - | ---------- |
| 2025 | Enredo ("Quem Tem Medo de Xica Manicongo?") | 1 | [ 29 ]     |

## Passista Samba no Pé
O Prêmio Passista Samba no Pé é destinado exclusivamente ao segmento de passistas do carnaval do Rio de Janeiro, sendo oferecido pelo portal Passista Samba no Pé. Contempla a primeira e segunda divisão do carnaval. Sua primeira edição foi realizada em 2016. A escolha dos contemplados é realizada pelos coordenadores do prêmio.
| Ano  | Categoria premiada                              | Referência    |
| ---- | ----------------------------------------------- | ------------- |
| 2016 | Ala de passistas                                | [ 30 ] [ 31 ] |
| 2018 | Passista revelação feminino (Andryelle Sampaio) | [ 32 ]        |
| 2019 | Destaque do segmento (Jorge Amarelloh)          | [ 33 ]        |

## Plumas & Paetês Cultural
O Prêmio Plumas & Paetês Cultural é uma premiação concedida desde 2005 à técnicos e profissionais que trabalham nos bastidores do carnaval carioca.
| Ano  | Categoria                         | Premiado(a)                                                | C  | Referência |
| ---- | --------------------------------- | ---------------------------------------------------------- | -- | ---------- |
| 2011 | Figurinista                       | Eduardo Gonçalves                                          | 1  | [ 35 ]     |
| 2011 | Diretor de Bateria                | Mestre Jeferson                                            | 2  | [ 35 ]     |
| 2011 | Costureiro                        | Ricardo Bocão                                              | 3  | [ 35 ]     |
| 2013 | Gestor de Ateliê                  | Leandro Santos e Leonardo Leonel (Ateliê Aquarela Carioca) | 4  | [ 36 ]     |
| 2015 | Coreógrafo                        | Junior Scapin                                              | 5  | [ 37 ]     |
| 2015 | Desenhista                        | Jack Vasconcelos                                           | 6  | [ 37 ]     |
| 2015 | Gestor de Ateliê                  | Leandro Santos e Leonardo Leonel (Ateliê Aquarela Carioca) | 7  | [ 37 ]     |
| 2015 | Iluminador                        | Paulinho da Luz                                            | 8  | [ 37 ]     |
| 2015 | Pesquisador                       | Jack Vasconcelos                                           | 9  | [ 37 ]     |
| 2015 | Pintor Artístico                  | Eduardo Alves                                              | 10 | [ 37 ]     |
| 2016 | Aderecista                        | Léo Morais                                                 | 11 | [ 38 ]     |
| 2016 | Desenhista                        | Jack Vasconcelos                                           | 12 | [ 38 ]     |
| 2016 | Figurinista                       | Jack Vasconcelos                                           | 13 | [ 38 ]     |
| 2016 | Maquiadora Artística              | Ivete Dibó                                                 | 14 | [ 38 ]     |
| 2016 | Pesquisador                       | Jack Vasconcelos                                           | 15 | [ 38 ]     |
| 2017 | Pesquisador                       | Jack Vasconcelos                                           | 16 | [ 39 ]     |
| 2018 | Carnavalesco                      | Jack Vasconcelos                                           | 17 | [ 40 ]     |
| 2018 | Coreógrafo                        | Patrick Carvalho                                           | 18 | [ 40 ]     |
| 2018 | Destaque Performático Masculino   | Leonardo Morais                                            | 19 | [ 40 ]     |
| 2018 | Pesquisador                       | Jack Vasconcelos                                           | 20 | [ 40 ]     |
| 2019 | Interpretes                       | Celsinho Mody e Grazzi Brasil                              | 21 | [ 41 ]     |
| 2020 | Carpinteiro                       | Robrinho e Bryan Pinheiro                                  | 22 | [ 42 ]     |
| 2023 | Diretor de Passistas              | Alex Coutinho                                              | 23 | [ 43 ]     |
| 2024 | Destaque Performático Feminino    | Mayara Lima                                                | 24 | [ 44 ]     |
| 2024 | Mestre de Bateria                 | Marcão                                                     | 25 | [ 44 ]     |
| 2024 | Passista Mirim                    | Joãozinho do Tuiuti                                        | 26 | [ 44 ]     |
| 2025 | Carnavalesco                      | Jack Vasconcelos                                           | 27 | [ 45 ]     |
| 2025 | Coreógrafos de Comissão de Frente | Cláudia Mota e Edifranc Alves                              | 28 | [ 45 ]     |
| 2025 | Assistente de Coreógrafos         | Bruna Franccini                                            | 29 | [ 45 ]     |
| 2025 | Diretor de Bateria                | Marquinhos Junior                                          | 30 | [ 45 ]     |
| 2025 | Laminador                         | Paulo Rogerio                                              | 31 | [ 45 ]     |
| 2025 | Passista Maculino                 | Victor Marcelo                                             | 32 | [ 45 ]     |

## Prêmio 100% Carnaval
100% Carnaval é um prêmio virtual concedido desde 2019 às escolas de samba da primeira e da segunda divisão do carnaval carioca.
| Ano  | Categoria premiada                                                         | C | Referência |
| ---- | -------------------------------------------------------------------------- | - | ---------- |
| 2019 | Bateria                                                                    | 1 | [ 46 ]     |
| 2020 | Ala de Passistas                                                           | 2 | [ 47 ]     |
| 2023 | Revelação (Lucas Maciel e Karina Dias - Coreógrafos da Comissão de Frente) | 3 | [ 48 ]     |
| 2024 | Bateria                                                                    | 4 | [ 49 ]     |
| 2025 | Enredo ("Quem Tem Medo de Xica Manicongo?")                                | 5 | [ 50 ]     |
| 2025 | Ala de Baianas                                                             | 6 | [ 50 ]     |

## Prêmio Destaques do Ano
O Prêmio Destaques do Ano é oferecido desde 2020 pelo site Carnavalesco a escolas de samba e personalidades do carnaval que se destacaram em cada ano.
| Ano  | Categoria                     | Premiado(a)      | C | Referência |
| ---- | ----------------------------- | ---------------- | - | ---------- |
| 2023 | Influenciadora do ano         | Mayara Lima      | 1 | [ 51 ]     |
| 2023 | Representatividade lgbtqiapn+ | Mari Mola        | 2 | [ 51 ]     |
| 2024 | Representatividade lgbtqiapn+ | Mestre Markinhos | 3 | [ 52 ]     |
| 2024 | Sambista da nova geração      | Lara Victória    | 4 | [ 52 ]     |

## Resenha dos Sambistas
Resenha dos Sambistas é uma premiação criada em 2024, idealizada e promovida pelos diretores de carnaval Junior Escafura e Dudu Azevedo. Os premiados são indicados por diretores de carnaval e representantes dos segmentos de cada escola. Os três indicados de cada categoria recebem placas de primeiro, segundo e terceiro lugar.
| Ano  | Categorias premiadas                                           | Outras indicações                                                                       | Referência |
| ---- | -------------------------------------------------------------- | --------------------------------------------------------------------------------------- | ---------- |
| 2025 | - Ala de Baianas - Enredo ("Quem Tem Medo de Xica Manicongo?") | - Intérprete - Pixulé (segundo lugar) - Rainha de Bateria - Mayara Lima (segundo lugar) | [ 54 ]     |

## S@mba-Net
O Prêmio S@mba-Net é uma premiação concedida às escolas de samba da primeira, segunda e terceira divisões do carnaval do Rio de Janeiro. Foi idealizado pelo carnavalesco Luiz Fernando Reis e criado em 1999, ano de sua primeira edição. Os premiados são escolhidos por jornalistas que fazem a cobertura dos desfiles e pelos coordenadores do prêmio.
| Ano  | Categoria premiada                                                    | C  | Referência    |
| ---- | --------------------------------------------------------------------- | -- | ------------- |
| 1999 | Melhor desfile                                                        | 1  | [ 58 ] [ 59 ] |
| 1999 | Samba-enredo ("Uma Delícia Glacial no País do Carnaval")              | 2  | [ 58 ] [ 59 ] |
| 1999 | Enredo ("Uma Delícia Glacial no País do Carnaval")                    | 3  | [ 58 ] [ 59 ] |
| 2000 | Comissão de frente                                                    | 4  | [ 60 ] [ 61 ] |
| 2000 | Intérprete (Ciganerey)                                                | 5  | [ 60 ] [ 61 ] |
| 2000 | Passista masculino (Leandro)                                          | 6  | [ 60 ] [ 61 ] |
| 2002 | Ala ("Lavagem do Bonfim")                                             | 7  | [ 62 ] [ 63 ] |
| 2002 | Conjunto de fantasias                                                 | 8  | [ 62 ] [ 63 ] |
| 2003 | Enredo ("Tuiuti Desfila o Brasil em Telas de Portinari")              | 9  | [ 64 ] [ 65 ] |
| 2003 | Comissão de frente                                                    | 10 | [ 64 ] [ 65 ] |
| 2003 | Alegoria (Carro dos espantalhos)                                      | 11 | [ 64 ] [ 65 ] |
| 2005 | Intérprete (Ciganerey)                                                | 12 | [ 66 ] [ 67 ] |
| 2006 | Enredo ("O Imperador Morava Ali, do Outro Lado do Tuiuti")            | 13 | [ 68 ] [ 69 ] |
| 2006 | Bateria                                                               | 14 | [ 68 ] [ 69 ] |
| 2006 | Comissão de frente                                                    | 15 | [ 68 ] [ 69 ] |
| 2007 | Ala de crianças                                                       | 16 | [ 70 ] [ 71 ] |
| 2008 | Enredo ("Cartola, Teu Cenário É Uma Beleza")                          | 17 | [ 72 ] [ 73 ] |
| 2008 | Bateria                                                               | 18 | [ 72 ] [ 73 ] |
| 2009 | Ala de crianças                                                       | 19 | [ 74 ] [ 75 ] |
| 2010 | Mais elegante galeria de Velha Guarda                                 | 20 | [ 76 ] [ 77 ] |
| 2010 | Originalidade (Pela fantasia da bateria)                              | 21 | [ 76 ] [ 77 ] |
| 2011 | Melhor desfile                                                        | 22 | [ 78 ] [ 79 ] |
| 2011 | Desfile mais empolgante                                               | 23 | [ 78 ] [ 79 ] |
| 2011 | Intérprete (Daniel Silva)                                             | 24 | [ 78 ] [ 79 ] |
| 2011 | Mestre-sala e Porta-bandeira (Zé Roberto e Thaís Romi)                | 25 | [ 78 ] [ 79 ] |
| 2012 | Mais elegante galeria de Velha Guarda                                 | 26 | [ 80 ] [ 81 ] |
| 2015 | Comissão de frente                                                    | 27 | [ 82 ]        |
| 2015 | Conjunto de fantasias                                                 | 28 | [ 82 ]        |
| 2016 | Mestre-sala e Porta-bandeira (Vinícius Pessanha e Jackeline Pessanha) | 29 | [ 83 ]        |
| 2016 | Conjunto alegórico                                                    | 30 | [ 83 ]        |
| 2016 | Ala de passistas                                                      | 31 | [ 83 ]        |
| 2017 | Enredo ("Carnavaleidoscópio Tropifágico")                             | 32 | [ 84 ]        |
| 2018 | Melhor escola                                                         | 33 | [ 85 ]        |
| 2018 | Comissão de frente                                                    | 34 | [ 85 ]        |
| 2018 | Samba-enredo ("Meu Deus! Meu Deus! Está Extinta a Escravidão?")       | 35 | [ 85 ]        |
| 2018 | Enredo ("Meu Deus! Meu Deus! Está Extinta a Escravidão?")             | 36 | [ 85 ]        |
| 2019 | Enredo ("O Salvador da Pátria")                                       | 37 | [ 86 ]        |
| 2023 | Intérprete (Wander Pires)                                             | 38 | [ 87 ]        |

## SRzd Carnaval
O Prêmio SRzd Carnaval é uma premiação organizada e concedida pelo site SRzd à primeira, segunda e terceira divisões do carnaval carioca. De 2008 a 2011 foi realizado como "Estrela do Carnaval". A partir de 2012, passou a se chamar SRzd Carnaval. Os premiados são escolhidos por jornalistas que fazem a cobertura dos desfiles das escolas de samba.
| Ano  | Categoria premiada              | C | Referência |
| ---- | ------------------------------- | - | ---------- |
| 2018 | Carnavalesco (Jack Vasconcelos) | 1 | [ 89 ]     |
| 2018 | Comissão de frente              | 2 | [ 89 ]     |
| 2019 | Enredo ("O Salvador da Pátria") | 3 | [ 90 ]     |
| 2022 | Bateria                         | 4 | [ 91 ]     |
| 2024 | Ala de passistas                | 5 | [ 92 ]     |

## Troféu Bateria
O Troféu Bateria é concedido por especialistas no assunto, desde 2016, às escolas de samba da primeira e da segunda divisão do carnaval carioca.
| Ano  | Categoria premiada            | C  | Referência |
| ---- | ----------------------------- | -- | ---------- |
| 2017 | Revelação (Mestre Ricardinho) | 1  | [ 93 ]     |
| 2019 | Ala de Tamborim               | 2  | [ 93 ]     |
| 2020 | Ala de Cuíca                  | 3  | [ 93 ]     |
| 2020 | Desenho de Tamborim           | 4  | [ 93 ]     |
| 2022 | Bateria do Povo               | 5  | [ 93 ]     |
| 2022 | Melhor Mestre (Mestre Marcão) | 6  | [ 93 ]     |
| 2022 | Ala de Chocalho               | 7  | [ 93 ]     |
| 2023 | Ala de Chocalho               | 8  | [ 93 ]     |
| 2024 | Ala de Chocalho               | 9  | [ 93 ]     |
| 2024 | Ala de Cuíca                  | 10 | [ 93 ]     |
| 2025 | Bateria do Povo               | 11 | [ 93 ]     |

## Troféu Explosão in Samba
O Troféu Explosão in Samba é concedido pela Revista Explosão in Samba desde 2017 às escolas de samba da primeira e da segunda divisão do carnaval carioca.
| Ano  | Categoria premiada              | C | Referência |
| ---- | ------------------------------- | - | ---------- |
| 2020 | Comissão de Frente              | 1 | [ 94 ]     |
| 2023 | Bateria                         | 2 | [ 95 ]     |
| 2023 | Ala de Passistas                | 3 | [ 95 ]     |
| 2024 | Ala de Passistas                | 4 | [ 96 ]     |
| 2025 | Bateria                         | 5 | [ 97 ]     |
| 2025 | Rainha de Bateria (Mayara Lima) | 6 | [ 97 ]     |

## Troféu Sambario
O Troféu Sambario é um prêmio virtual concedido pelo site especializado Sambario desde 2009 às escolas de samba dos grupos Especial e de acesso. Entre 2013 e 2017, não foi realizado, retornando com a edição de 2018. Os vencedores são escolhidos através de votação interna feita entre a equipe do site Sambario, com jornalistas e integrantes de outros veículos convidados.
| Ano  | Categoria premiada                     | C | Referência |
| ---- | -------------------------------------- | - | ---------- |
| 2010 | Intérprete (Anderson Paz)              | 1 | [ 98 ]     |
| 2018 | Comissão de frente                     | 2 | [ 99 ]     |
| 2018 | Ala (Manifestoches)                    | 3 | [ 99 ]     |
| 2018 | Revelação (Grazzi Brasil - intérprete) | 4 | [ 99 ]     |

## Troféu Tupi Carnaval Total
O Troféu Tupi Carnaval Total é um prêmio concedido pela Super Rádio Tupi, desde 2010, às escolas de samba da primeira e segunda divisão do carnaval. Os premiados são escolhidos por jornalistas, comentaristas e repórteres que cobrem o carnaval pela Rádio Tupi. Entre 2016 e 2019 o prêmio não foi entregue, retornando com a edição de 2020.
| Ano  | Categoria premiada | C | Referência |
| ---- | ------------------ | - | ---------- |
| 2022 | Bateria            | 1 | [ 100 ]    |
| 2023 | Bateria            | 2 | [ 101 ]    |
| 2025 | Ala de Passistas   | 3 | [ 102 ]    |

## Prêmios extintos

### Gazeta do Rio
O Prêmio Gazeta do Rio foi concedido em 2022 pelo site Gazeta do Rio às escolas de samba do carnaval carioca. Os premiados foram escolhidos por jornalistas especializados, foliões e parceiros do site.
| Ano  | Categoria premiada        | C | Referência |
| ---- | ------------------------- | - | ---------- |
| 2022 | Musa do ano (Mayara Lima) | 1 | [ 103 ]    |

### OSK do Samba
Óscar do Samba foi um prêmio concedido entre 2004 e 2006, que retornou em 2013 com o nome de OSK do Samba, sendo concedido até 2016. Foi idealizado por Ronaldo Cascão e Moisés Santiago. Contemplava todas as divisões do carnaval carioca. Os premiados eram escolhidos por um corpo de jurados que assistiam os desfiles no Sambódromo e na Intendente Magalhães.
| Ano  | Categoria premiada                                         | C | Referência      |
| ---- | ---------------------------------------------------------- | - | --------------- |
| 2014 | Melhor escola                                              |   | [ 105 ]         |
| 2014 | Bateria                                                    |   | [ 105 ]         |
| 2014 | Melhor alegoria                                            |   | [ 105 ]         |
| 2015 | Samba-enredo ("Curumim Chama Cunhantã que Eu Vou Contar…") |   | [ 106 ] [ 107 ] |
| 2015 | Intérprete (Daniel Silva)                                  |   | [ 106 ] [ 107 ] |
| 2015 | Harmonia                                                   |   | [ 106 ] [ 107 ] |
| 2016 | Melhor escola                                              |   | [ 108 ]         |
| 2016 | Bateria                                                    |   | [ 108 ]         |
| 2016 | Harmonia                                                   |   | [ 108 ]         |
| 2016 | Velha Guarda                                               |   | [ 108 ]         |
| 2016 | Ala de passistas                                           |   | [ 108 ]         |

### Prêmio Ziriguidum
O Prêmio Ziriguidim foi concedido entre 2014 e 2017 pelo site Ziriguidum às escolas de samba do carnaval carioca.
| Ano  | Categoria premiada                                                    | C | Referência |
| ---- | --------------------------------------------------------------------- | - | ---------- |
| 2015 | Melhor escola                                                         | 1 | [ 109 ]    |
| 2015 | Mestre-sala e Porta-bandeira (Vinícius Pessanha e Jackeline Pessanha) | 2 | [ 109 ]    |

### Samba é Nosso
O Prêmio Samba é Nosso foi uma premiação concedida entre 2011 e 2015 às escolas de samba dos grupos de acesso. Era organizada pela Associação Cultural O Samba é Nosso.
| Ano  | Categoria premiada        | C | Referência |
| ---- | ------------------------- | - | ---------- |
| 2012 | Bateria                   | 1 | [ 110 ]    |
| 2012 | Velha Guarda              | 2 | [ 110 ]    |
| 2012 | Mestre-sala (Zé Roberto)  | 3 | [ 110 ]    |
| 2015 | Intérprete (Daniel Silva) | 4 | [ 111 ]    |

### Tamborim de Ouro
O Troféu Tamborim de Ouro foi um prêmio entregue entre 1998 e 2020 à primeira e segunda divisão do carnaval do Rio de Janeiro. Era organizado e oferecido pelo Jornal O Dia. Algumas categorias tinham seus vencedores escolhidos por meio de votação popular online, enquanto outras eram votadas por um júri de jornalistas e especialistas.
| Ano  | Categoria premiada                                              | C | Referência |
| ---- | --------------------------------------------------------------- | - | ---------- |
| 2018 | Escola de ouro                                                  | 1 | [ 114 ]    |
| 2018 | Comissão sensação                                               | 2 | [ 114 ]    |
| 2018 | Samba do ano ("Meu Deus! Meu Deus! Está Extinta a Escravidão?") | 3 | [ 114 ]    |
| 2019 | Ala das baianas                                                 | 4 | [ 115 ]    |

### Troféu Apoteose
Troféu Apoteose foi um prêmio concedido pelo Programa Cidade do Samba, do radialista João Estevam, entre 2004 e 2014 à primeira, segunda e terceira divisões do carnaval do Rio de Janeiro.
| Ano  | Categoria premiada | Referência |
| ---- | ------------------ | ---------- |
| 2014 | Harmonia           | [ 116 ]    |

### Troféu Jorge Lafond
Troféu Jorge Lafond foi um prêmio concedido entre 2004 e 2016 pela escola de samba Acadêmicos do Cubango às agremiações dos grupos de acesso. O prêmio foi criado em homenagem ao ator Jorge Lafond.
| Ano  | Categoria premiada                                                 | C  | Referência      |
| ---- | ------------------------------------------------------------------ | -- | --------------- |
| 2004 | Ala das baianas                                                    | 1  | [ 118 ]         |
| 2005 | Intérprete (Ciganerey)                                             | 2  | [ 119 ]         |
| 2005 | Porta-bandeira (Jacqueline Gomes)                                  | 3  | [ 119 ]         |
| 2007 | Samba-enredo ("Vamos Falar de Amor")                               | 4  | [ 120 ] [ 121 ] |
| 2007 | Ala de crianças                                                    | 5  | [ 120 ] [ 121 ] |
| 2008 | Samba-enredo ("Cartola, Teu Cenário É Uma Beleza")                 | 6  | [ 122 ]         |
| 2008 | Mestre-sala e Porta-bandeira (Feliciano Júnior e Cristiane Caldas) | 7  | [ 122 ]         |
| 2009 | Bateria                                                            | 8  | [ 123 ] [ 124 ] |
| 2009 | Harmonia                                                           | 9  | [ 123 ] [ 124 ] |
| 2011 | Melhor escola                                                      | 10 | [ 125 ] [ 126 ] |
| 2011 | Intérprete (Daniel Silva)                                          | 11 | [ 125 ] [ 126 ] |
| 2011 | Carnavalesco (Eduardo Gonçalves)                                   | 12 | [ 125 ] [ 126 ] |
| 2014 | Bateria                                                            | 13 | [ 127 ] [ 128 ] |
| 2015 | Intérprete (Daniel Silva)                                          | 14 | [ 129 ] [ 130 ] |
| 2015 | Comissão de frente                                                 | 15 | [ 129 ] [ 130 ] |
| 2015 | Ala de baianas                                                     | 16 | [ 129 ] [ 130 ] |
| 2016 | Bateria                                                            | 17 | [ 131 ] [ 132 ] |
| 2016 | Ala de passistas                                                   | 18 | [ 131 ] [ 132 ] |

### Troféu Parangolé
Troféu Parangolé foi um prêmio concedido nos anos de 2007 e 2008 pela Secretaria Municipal de Cultura do Rio de Janeiro, às escolas de samba dos grupos de acesso A e B. A premiação teve o objetivo de premiar ações de arte presentes nos desfiles de carnaval. Os vencedores foram escolhidos por um júri formado por profissionais ligados às artes visuais.
| Ano  | Categoria premiada | Referência |
| ---- | --- | ---------- |
| 2007 | Carnavalesco Marcelo Andrade (Pelo figurino da comissão de frente, pela visualidade da fantasia da bandeira do Brasil e pela opção das fantasias simples) | [ 134 ]    |

### Troféu Rádio Manchete
Troféu Rádio Manchete foi um prêmio concedido pela Rádio Manchete às escolas do grupos Especial, Acesso A e B. Os vencedores eram escolhidos por comentaristas e repórteres de Carnaval da Rádio Manchete AM.
| Ano  | Categoria premiada                                 | Referência      |
| ---- | -------------------------------------------------- | --------------- |
| 2008 | Samba-enredo ("Cartola, Teu Cenário É Uma Beleza") | [ 135 ] [ 136 ] |

### Troféu Sambista
Troféu Sambista foi uma premiação concedida entre 2016 e 2018 pelo Jornal do Sambista às escolas de samba da primeira, segunda e terceira divisões do carnaval.
| Ano  | Categoria premiada                                              | C | Referência      |
| ---- | --------------------------------------------------------------- | - | --------------- |
| 2016 | Melhor desfile                                                  | 1 | [ 137 ] [ 138 ] |
| 2017 | Ala de baianas                                                  | 2 | [ 139 ]         |
| 2017 | Deu show (Carro abre-alas)                                      | 3 | [ 139 ]         |
| 2018 | Melhor desfile                                                  | 4 | [ 140 ]         |
| 2018 | Samba-enredo ("Meu Deus! Meu Deus! Está Extinta a Escravidão?") | 5 | [ 140 ]         |
| 2018 | Enredo ("Meu Deus! Meu Deus! Está Extinta a Escravidão?")       | 6 | [ 140 ]         |
| 2018 | Comissão de frente                                              | 7 | [ 140 ]         |
| 2018 | Deu Show (Nino do Milênio, Celsinho Mody e Grazzi Brasil)       | 8 | [ 140 ]         |

### Troféu Vai Dar Samba
O Troféu Vai Dar Samba foi entregue em 2018, elegendo os melhores da primeira e segunda divisões do carnaval carioca. Foi oferecido pelo programa Vai Dar Samba, da Rádio 94 FM, sob responsabilidade do jornalista Miro Ribeiro.
| Ano  | Categoria premiada                                              | C | Referência |
| ---- | --------------------------------------------------------------- | - | ---------- |
| 2018 | Samba-enredo ("Meu Deus! Meu Deus! Está Extinta a Escravidão?") | 1 | [ 141 ]    |
| 2018 | Comissão de frente                                              | 2 | [ 141 ]    |
| 2018 | Destaque (Jack Vasconcelos - Carnavalesco)                      | 3 | [ 141 ]    |

## Outros

### Cidadão Samba
Cidadão Samba foi um título concedido anualmente pela imprensa carioca a sambistas e representantes notórios das escolas de samba do Rio de Janeiro. A condecoração foi criada em 1936 pelo Jornal A Nação. Ao longo do tempo, passou por diversas fases, sendo organizado por diferentes órgãos da impressa carioca, até seu último ano, em 2017.
| Ano  | Nome                             | Referência |
| ---- | -------------------------------- | ---------- |
| 1958 | João Paiva dos Santos (Paivinha) | [ 143 ]    |
| 1959 | João Paiva dos Santos (Paivinha) | [ 143 ]    |
| 1961 | João Paiva dos Santos (Paivinha) | [ 143 ]    |
| 1962 | João Paiva dos Santos (Paivinha) | [ 143 ]    |